# Kellen Dunham
Kellen Dunham, né le 18 juin 1993 à Pendleton, Indiana, est un joueur américain de basket-ball. Il évolue au poste d'arrière.

## Biographie

### Carrière universitaire
Il passe ses quatre années universitaires à la Butler University d'Indianapolis où il joue pour les Bulldogs.

### Carrière professionnelle
Le 23 juin 2016, lors de la draft 2016 de la NBA, automatiquement éligible, il n'est pas sélectionné. En juillet, il participe à la NBA Summer League 2016 de Las Vegas avec les Grizzlies de Memphis. En quatre matches, il a des moyennes de 2 points et 1 rebond en 8,9 minutes par match. Le 20 octobre 2016, il signe avec les Grizzlies de Memphis pour participer au camp d'entraînement et tenter de faire partie des quinze joueurs retenus au début de la saison NBA 2016-2017.

## Statistiques

### Universitaires
| Saison    | Équipe | Matchs | Titul. | Min./m | % Tir | % 3pts | % LF | Rbds/m. | Pass/m. | Int/m. | Ctr/m. | Pts/m. |
| --------- | ------ | ------ | ------ | ------ | ----- | ------ | ---- | ------- | ------- | ------ | ------ | ------ |
| 2012-2013 | Butler | 36     | 13     | 26,1   | 37,5  | 34,5   | 86,7 | 2,78    | 1,11    | 0,58   | 0,11   | 9,50   |
| 2013-2014 | Butler | 31     | 31     | 36,1   | 39,0  | 35,5   | 80,3 | 3,97    | 1,68    | 0,68   | 0,26   | 16,39  |
| 2014-2015 | Butler | 34     | 33     | 33,9   | 42,9  | 41,0   | 85,0 | 2,56    | 0,91    | 0,56   | 0,03   | 16,50  |
| 2015-2016 | Butler | 33     | 32     | 32,4   | 43,8  | 42,9   | 84,1 | 2,48    | 1,52    | 0,67   | 0,09   | 16,21  |
| Total     |        | 134    | 109    | 31,9   | 41,0  | 38,5   | 84,0 | 2,93    | 1,29    | 0,62   | 0,12   | 14,52  |

## Palmarès
- First-team All-Big East (2015)
- Second-team All-Big East (2014)
- Atlantic 10 All-Rookie Team (2013)

## Vie privée
Kellen est le fils de Christy et Jim Dunham. Il a trois petits frères : Kenton, Cole et Jamison. Ses parents sont fans de basket-ball et ont élevé leurs fils dans un foyer chrétien.